# نيكو هيرنانديز
نيكو هيرنانديز (بالإنجليزية: Nico Hernández)‏ (مواليد 4 يناير 1996) هو ملاكم أمريكي، مثّل بلاده في الألعاب الأولمبية الصيفية 2016.

## روابط خارجية
نيكو هيرنانديز على موقع بوكس ريك (الإنجليزية) (registration required)
- نيكو هيرنانديز على موقع اللجنة الأولمبية الدولية (الإنجليزية)
- نيكو هيرنانديز على موقع أوليمبيديا (الإنجليزية)
- نيكو هيرنانديز على موقع اللجنة الأولمبية والبارالمبية الأمريكية (الإنجليزية)